# Vice Principals
Vice Principals ist eine US-amerikanische Comedy-Serie. Sie wurde vom Sender HBO seit dem 17. Juli 2016 bis zum 12. November 2017 in zwei Staffeln ausgestrahlt. Von vornherein war geplant, dass die Serie nur auf zwei Staffeln limitiert sein wird. Im deutschsprachigen Raum wurde die Serie seit 4. November 2016 beim Bezahlsender Sky 1 ausgestrahlt. Start der zweiten Staffel war am 17. September 2017. Danach wurden die weiteren Episoden im Wochentakt ausgestrahlt.

## Inhalt
Vice Principals konzentriert sich auf den übellaunigen, dogmatischen und unbeliebten Vizerektor der North Jackson High School Neal Gamby (Danny McBride) und seine Ambitionen, auf den Stuhl des Direktors befördert zu werden, wenn der Direktor zurücktritt. Als der jetzige Direktor (Bill Murray) in Rente geht, enthüllt er, dass er weder Gamby noch seinem intriganten und scheinbar soziopathischen Co-Vizepremier Lee Russell (Walton Goggins) vertraut, und so keinen von ihnen als seinen Nachfolger empfohlen hat; stattdessen wird Außenseiter Dr. Belinda Brown (Kimberly Hebert Gregory) seine Position einnehmen. Als Gambys Versuch scheitert, die Fakultät der Schule dazu zu bewegen, die Abmachung zu widerrufen (da Brown mit ihrer zielorientierten Agenda und der Freundlichkeit gegenüber den Schülern schnell einen positiven Eindruck auf die Mitarbeiter macht), konspiriert er mit Russell, um Browns Ruf  zu ruinieren.

## Besetzung und Synchronisation
Die deutschsprachige Synchronisation der Serie erfolgte durch die Studio Hamburg Synchron GmbH unter Dialogbuch und Dialogregie von Engelbert von Nordhausen.
| Rolle             | Darsteller              | Synchronsprecher                                       |
| ----------------- | ----------------------- | ------------------------------------------------------ |
| Neal Gamby        | Danny McBride           | Oliver Mink                                            |
| Lee Russell       | Walton Goggins          | Martin May                                             |
| Dr. Belinda Brown | Kimberly Hebert Gregory | Daniela Thuar                                          |
| Amanda Snodgrass  | Georgia King            | Johanna Dost                                           |
| Dayshawn          | Sheaun McKinney         | Tobias Schmidt                                         |
| Gale Liptrapp     | Busy Philipps           | Bettina von Nordhausen                                 |
| Ray Liptrapp      | Shea Whigham            | Robert Missler (Staffel 1), Gerald Schaale (Staffel 2) |
| Nash              | Dale Dickey             | Ilona Schulz                                           |

## Home-Video-Veröffentlichung
Im deutschsprachigen Raum wurde die erste Staffel der Serie am 27. April 2017 veröffentlicht. Staffel 2 soll am 26. April 2018 veröffentlicht werden.